# Idioma hazara
El idioma hazara (o hazaragi) es un dialecto del idioma persa. La diferencia primordial con el persa (hablado en Irán y Afganistán) es que existe un mayor préstamo de vocabulario del turco y del mongol, por lo que el hazaragi es fácilmente distinguible de otros dialectos persas hablados en Afganistán. Se habla por la etnia hazara del centro de Afganistán y por un gran número de refugiados en el noreste iraní y en parte de Pakistán, como la ciudad de Quetta.